# Eftychia Papagiannopoulou
Eftychia Papagiannopoulou (anhörenⓘ griechisch Ευτυχία Παπαγιαννοπούλου, geboren als Eftychia Chatzigeorgiou-Ikonomou (Ευτυχία Χατζηγεωργίου-Οικονόμου), * 1893 in Aydin; † 7. Januar 1972 in Athen) schrieb zahlreiche der in Griechenland heute noch bekannten und beliebten Liedtexte traditioneller griechischer Musik, der Laïki Mousiki (λαϊκή μουσική).

## Leben
Papagiannopoulou wurde in Aydin in der heutigen Türkei geboren und wuchs als Tochter von Margioka und Georgios Ikonomou auf. Schon früh schrieb sie Gedichte und beschäftigte sich mit Literatur. Bereits mit 18 Jahren beendete sie eine Ausbildung zur Lehrerin. Sie ging 1911 eine arrangierte Ehe mit dem zwanzig Jahre älteren Kaufmann Kostis Nikolaidis ein und bekam mit ihm zwei Töchter. 1919 wurde sie Zeugin des Übergriffs türkischer Truppen auf ihren Wohnort. Diese traumatische Erfahrung prägte sie. Zusammen mit ihren Töchtern und ihrer Mutter floh sie zwei Jahre später über Antalya und Leros mit einem Schiff nach Piräus, wo sie wieder mit ihrem Mann vereint wurde, und musste sich wie alle Flüchtlinge aus Kleinasien eine neue Existenz aufbauen.
Sie verdiente anfangs Geld als Lehrerin, später spielte sie in einem kleinen Wandertheater. Für die damalige Zeit war es in ihren Kreisen für eine verheiratete Frau mit Kindern unüblich, nicht nur die Rolle einer Mutter und Hausfrau zu erfüllen, trotzdem belegte Papagiannopoulou Vorlesungen an der Universität von Athen und verbrachte viele Stunden lesend in der Bibliothek. Ihre Ehe war unglücklich und sie trennte sich von ihrem Mann. In den 20er Jahren lernte sie Georgios Papagiannopoulos kennen, den sie 1932 heiratete. Neben dem Schreiben hatte Papagiannopoulou noch eine weitere Passion, das Kartenspiel. Dadurch verlor sie sehr viel Geld. Die Rechte an ihren Liedtexten verkaufte sie oft direkt an Musiker, sodass heute viele ihrer Texte nicht mehr eindeutig ihr zugeordnet werden können. 1960 starb ihre ältere Tochter, ein Verlust, den sie nie vergessen hat und der in ihrem Liedtext Dyo portes echi i zoi (Zwei Türen hat das Leben) zum Ausdruck kommt.
Im Alter wurde sie von ihrer Enkelin Rea Maneli versorgt und starb, von den meisten Musikern vergessen, 1972 in Armut.
Ihr Leben und ihre Biografie, verfasst von ihrer Enkelin, inspirierte 2007 die in Griechenland erfolgreiche Theateraufführung Eftychia Papagiannopoulou und 2019 den Film Eftychia von Angelos Frantzis. Besonders der Film brachte sie wieder als bedeutende griechische Lyrikerin in Erinnerung.

## Werk
Papagiannopoulou veröffentlichte in den 30er Jahren zwei Gedichtsammlungen: Pnoes (Πνοές, Atemzüge, veröffentlicht 1931) und Flogera kai arpa (Φλογέρα και άρπα, Flöte und Harfe). Ende der 40er Jahre fing sie an, Liedtexte zu schreiben. Ihre Texte wurden durch Lieder mit der Musik von Tsitsanis, Chiotis, Chatsidakis und anderen in den 50er und 60er Jahren populär und sind bis heute als Teil der Laïki Mousiki bekannt geblieben. Sie schreibt darin von unerwiderter Liebe, Verlust und Armut.
Als Verfasserin der Liedtexte wurde sie oft nicht genannt, weil sie selbst darauf keinen Wert legte, und statt für ihre Rechte an den Texten zu einem unbestimmten Zeitpunkt entlohnt zu werden, es vorzog, sofort von den Musikern Geld zu erhalten. Dadurch soll es mehrfach vorgekommen sein, dass ihre Texte nach dem Kauf einem Musiker zugeschrieben wurden, statt ihren Namen zu tragen.
Zu den bekanntesten ihrer Liedtexte gehören:
- Eimaste alania (Είμαστε αλάνια, Wir sind Straßenkinder 1951), Musik von Vassilis Tsitsanis
- Ta kavourakia (Τα καβουράκια, Die kleinen Krabben 1955), Musik von Vassilis Tsitsanis
- Iliovasilemata (Ηλιοβασιλέματα, Sonnenuntergänge 1958), Musik von Manolis Chiotis
- Perasmenes mou agapes (Περασμένες μου αγάπες, Meine vergangenen Lieben 1960), Musik von Manolis Chiotis
- Mou spasane ton baglama (Μου σπάσανε τον μπαγλαμά, Sie haben meine Baglamas zerschlagen 1960), Musik von Apostolos Kaldaras
- Eimai aetos choris ftera (Είμαι αϊτός χωρίς φτερά, Ich bin ein Adler ohne Flügel 1961), Musik von Manos Chatsidakis
- Ti echei kai klaiei to paidi (τι έχει και κλαίει το παιδί;, Was hat das Kind und weint? 1964), Musik von Stavros Xarchakos, erstmals gesungen von Melina Merkouri
- Ti na sou kanei mia kardia (Τι να σου κάνει μια καρδιά;, Was kann ein Herz für dich tun? 1966), Musik von Antonis Katinaris
- Pira ap ti nioti chromata (Πήρα απ΄ τη νιότη χρώματα, Ich nahm Farben von der Jugend 1966), Musik von Apostolos Kaldaras
- Oneiro apatilo (Όνειρο απατηλό, Irreführender Traum 1967), Musik von Apostolos Kaldaras
- Dyo portes echei i zoi (Δύο πόρτες έχει η ζωή, Zwei Türen hat das Leben 1965), Musik von Stelios Kazantzidis